# Посёлок Рыбхоза
Посёлок Рыбхо́за — посёлок в Ульяновском районе Ульяновской области. Входит в состав Большеключищенского сельского поселения.

## География
Посёлок находится на правом берегу реки Свияга, на расстоянии примерно 24 км (по прямой) на юго-запад от города Ульяновск, административного центра района и области.

## Население
| 2010 | 2013 | 2015 |
| ---- | ---- | ---- |
| 52   | ↗54  | ↘53  |

### Национальный состав
Согласно результатам переписи 2002 года, в национальной структуре населения русские составляли 65 % из 52 чел.